# Astronium graveolens
El amargoso (Astronium graveolens) es un árbol de a la familia Anacardiaceae, también se le conoce como Ron-ron o Gateado (Mx); Ciruelillo (HO); Culinzis (Petén-GU); Glassywood (BE); Jobillo (CR, GU); Jocote de Fraile (CR); Quitacalzón (Moskitia-HO, NI); Ron-ron (CR, ES, HO, NI); Uruco (NI); Zorro (PA). Es originario de México a Centroamérica. Por la calidad de su madera, ha sido sobrexplotado, su madera se conoce con los nombres de "Goonzalo Alvez" y "Kingwwood" y se exportó de Brasil al comercio internacional. Habita tanto en bosques secos como húmedos.  

## Clasificación y descripción
Árbol de tamaño mediano a grande, hasta 50 m de alto y 60 cm de ancho, corteza exterior lisa con lenticelas grises, exfoliante en placas, la corteza interna es de color crema a amarillo pálida, tricomas escasos (los tricomas son abultamientos de las células), a veces presentes en hojas jóvenes y otras partes; plantas dioicas. Hojas alternas, caducas, imparipinnadas, 15–32 cm de largo, 7–11-folioladas; folíolos opuestos, estrechamente oblongos, elípticos, obovados o lanceolados, 5.9–9.3 cm de largo y 2–3.2 cm de ancho, ápice largamente acuminado, base redondeada, obtusa, truncada o cuneada, ligera a marcadamente oblicua, márgenes serrulados a serrados, cartáceas (que tienen textura como papel o pergamino), nervios apenas prominentes en la haz, prominentes en el envés, 12–14 pares de nervios secundarios; pecíolo 4.2–8.5 cm de largo, raquis 8.8–17.5 cm de largo, peciólulos laterales 4–5 mm de largo, peciólulo terminal 5–25 mm de largo.
Inflorescencias terminales o axilares, tirsoides, 19–28 cm de largo, brácteas (hoja situada en la cercanía de la flor, distinta de las hojas normales) y bractéolas (pequeñas brácteas en las inflorescencias compuestas, que se inserta en la base) a menudo caducas, pedúnculo 0–1.5 cm de largo, pedicelos 0.8–1 mm de largo, articulados; cáliz y corola imbricados, 5-meros, cáliz acrescente en las flores pistiladas después de la antesis; flores estaminadas con sépalos orbiculares o a veces suborbiculares, 0.7–1 mm de largo y 0.8–0.9 mm de ancho, pétalos ovados a oblongos, 2.4–2.5 mm de largo y 1.4 mm de ancho, amarillentos, filamentos 5, alternando con los pétalos y lobos del disco, 1.5–1.9 mm de largo, anteras 1–1.4 mm de largo, disco intrastaminal muy delgado, 5-lobado, pistilo rudimentario o frecuentemente ausente; flores pistiladas con sépalos ampliamente elípticos u oblongos, 1–1.1 mm de largo y 0.7 mm de ancho, pétalos oblongos a ovados, 1.3 mm de largo y 0.7 mm de ancho, estaminodios 0.5–0.9 mm de largo, ovario ovoide, ca 1 mm de largo, 1-locular con 1 óvulo apical, estilos 3, terminales, a menudo persistentes, estigmas capitados.
Fruto fusiforme, 8.5–9.5 mm de largo, con el cáliz persistente y acrescente de 8–21 mm de largo, cartáceo, 0.8–1.5 mm entre la base del cáliz y la articulación del pedicelo, mesocarpo resinoso, endocarpo delgado y quebradizo cuando seco; semilla con embrión recto, cotiledones plano-convexos.

## Distribución
México (Veracruz, Oaxaca, Tabasco, Chiapas, Campeche, Yucatán,  Quintana Roo), Guatemala, Belice, Honduras, El Salvador, Nicaragua, Costa Rica, Panamá, Colombia, Venezuela, Bolivia, Brasil, Paraguay.

## Hábitat
Bosques caducos a perennifolios, bosques primarios y secundarios. Se encuentra a una altitud de 0 – 700 m.

## Usos
La madera de buena calidad, se utiliza para la construcción de muebles, pisos, papel, etc.

## Estado de conservación
Esta especie tiene una categoría de especie Amenazada (A) según la NOM-059-ECOL-2010. La Unión Internacional para la Conservación de la Naturaleza (UICN) aparece bajo la categoría de No Evaluada (NE). No se encuentra listada en Apéndices de la CITES (Convención sobre el Comercio Internacional de Especies Amenazadas de Fauna y Flora Silvestres).

## Nombres comunes
En El Salvador se le conoce como cotonrón, jocotillo y ron-rón' quitacalzón'.